# Universidad Teletón
La Universidad Teletón surgió en el año 2000 como el Instituto Teletón de Estudios Superiores en Rehabilitación, el cual se inauguró en 2007, es un establecimiento privado de enseñanza superior, fundada como Universidad Teletón en 2013, con sede en Tlalnepantla de Baz, Estado de México. Cuenta con una superficie de 9,387.01 m² de construcción.

## Organización
Se compone de dos licenciaturas presenciales:
- Terapia Ocupacional
- Fisioterapia

Cuatro licenciaturas en línea:
- Administración
- Administración de Tecnologías de la Información
- Pedagogía
- Psicología Organizacional

Tres postgrados:
- Rehabilitación Pediátrica
- Rehabilitación Pulmonar Pediátrica
- Medicina de Electrodiagnóstico

Una especialidad:
- Medicina de Rehabilitación

Además, cuenta con un sistema de cursos generales.